# Сан-Мігель (округ, Нью-Мексико)
Шаблон:StateAbbr_ 35°28′ пн. ш. 104°50′ зх. д. / 35.47° пн. ш. 104.83° зх. д.
Округ  Сан-Мігель (англ. San Miguel County) — округ (графство) у штаті  Нью-Мексико, США. Ідентифікатор округу 35047.

## Історія
Округ утворений 1852 року.

## Демографія
За даними перепису 
2000 року 
загальне населення округу становило 30126 осіб, зокрема міського населення було 17892, а сільського — 12234.
Серед мешканців округу чоловіків було 14809, а жінок — 15317. В окрузі було 11134 домогосподарства, 7533 родин, які мешкали в 14254 будинках.
Середній розмір родини становив 3,1.
Віковий розподіл населення поданий у таблиці:
| Стать    | До 15 років | 15-21 | 22-29 | 30-39 | 40-49 | 50-65 | 65-85 | Понад 85 |
| -------- | ----------- | ----- | ----- | ----- | ----- | ----- | ----- | -------- |
| Чоловіки | 3382        | 1857  | 1362  | 2006  | 2247  | 2367  | 1425  | 163      |
| Жінки    | 3294        | 1871  | 1498  | 2055  | 2208  | 2449  | 1651  | 291      |

## Виноски
1. ↑  U.S. Decennial Census. United States Census Bureau. Процитовано 2 січня 2015.
2. ↑  Historical Census Browser. University of Virginia Library. Архів оригіналу за 11 серпня 2012. Процитовано 2 січня 2015.
3. ↑  Population of Counties by Decennial Census: 1900 to 1990. United States Census Bureau. Процитовано 2 січня 2015.
4. ↑  Census 2000 PHC-T-4. Ranking Tables for Counties: 1990 and 2000 (PDF). United States Census Bureau. Процитовано 2 січня 2015.
5. ↑  State & County QuickFacts. United States Census Bureau. Архів оригіналу за 28 липня 2011. Процитовано 30 вересня 2013. [Архівовано 2011-07-28 у Wayback Machine.](англ.) Наведено за англійською вікіпедією.
6. ↑  American FactFinder. Бюро перепису населення США. Архів оригіналу за 26 лютого 2012. Процитовано 31 січня 2008. [Архівовано 2008-05-21 у Wayback Machine.]

| США | Це незавершена стаття з географії США. Ви можете допомогти проєкту, виправивши або дописавши її. |